# بوستانجی (متروی استانبول)
بوستانجی (انگلیسی: Bostancı) یکی از ایستگاه‌های خط ام۴ متروی استانبول است.
این ایستگاه که در منطقه قاضی‌کوی قرار دارد در سال ۲۰۱۲ تأسیس شده‌است.